# Красимир Ангарски
Красимир Тотев Ангарски е български финансист, министър без портфейл, отговорен за икономическата политика в служебното правителство на Стефан Софиянски в периода 24 март – 21 май 1997 г.

## Биография
Красимир Ангарски е роден през 1953 година в София. Завършва Висшия икономически институт „Карл Маркс“ (днес Университет за национално и световно стопанство), след което работи известно време в различни предприятия. От 1980 година е чиновник в Министерството на финансите, като достига до поста директор на данъчното управление на Софийска област и на София.
През 1994-1995 година Ангарски е изпълнителен директор на Банковата консолидационна компания, участва в ръководството на други държавни предприятия. От 24 март до 21 май 1997 година е министър без портфейл в кабинета на Софиянски и участва активно в подготовката за въвеждането на валутен борд. След това става секретар по икономическите въпроси на президента Петър Стоянов. Преподава в Университета за национално и световно стопанство.
През 2001-2004 година Красимир Ангарски е изпълнителен директор на Банка ДСК, а в началото на 2005 година оглавява ДЗИ Банк. В началото на 2007 година се премества и става съветник в Пощенска банка.